# Château du Claux (Cantal)
Le château du Claux est un château français implanté sur la commune de Naucelles, au nord du bourg, dans le département du Cantal, en région Auvergne-Rhône-Alpes.

## Localisation
Le château est isolé au nord-est du chef-lieu, accessible depuis la D922 par une voie sans issue.

## Historique
L'origine du château du Claux remonte au XVIe siècle. « L'importante seigneurie et gros domaine du Claux » appartenait à la famille de Veyre.
Premières origines connues avec Jean de Veyre (1507-?), sieur du Claux, fils de Géraud de Veyre.
La famille de Veyre occupe une place importante dans l'histoire de la ville d'Aurillac. Guy de Veyre (-1629) en a été le premier consul. Lors de l'attaque de la ville par les calvinistes le 5 août 1581, Guy de Veyre prend le commandement des milices d'Aurillac. Il est blessé et ses trois frères tués. En récompense, le roi Henri III anoblit la famille de Veyre en janvier 1582 par lettres patentes.

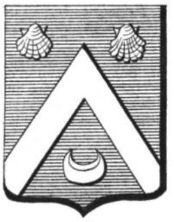
Blason Famille De Veyre au Château du Claux

Blason : D'azur au chevron d'argent accompagné de deux coquilles en chef et d'un croissant en pointe, le tout d'argent.
Le château est ensuite acheté vers 1758 par Basile Delsol (1707-1780), sieur de Volpilhac, qui est procureur au bailliage et siège présidial d'Aurillac et fermier général de Yolet où il a comme commis Jean-Baptiste Carrier, qui se fera une sinistre réputation lors de la Révolution.
Sa fille, Marie Jeanne Delsol de Volpilhac (1742-1822) hérite du château et le porte en dot en épousant en premières noces le 3 juin 1760, Gabriel Barthélemy de Vigier, sieur d'Orcet (1733-1781), lieutenant aux dragons d'Orléans, puis receveur des tailles de l'Élection de Saint-Flour et Mauriac, charge lucrative lui permettant de devenir seigneur d'Orcet, de Bruel, de Messeyrolles, de Biaurau et de Niolat, de Salecroux et de Fumel.
Au décès de son mari, et sans enfant de son premier mariage, Marie Jeanne Delsol d'Orcet, est seule héritière du château du Claux. Elle épouse en secondes noces Pierre Joseph Grasset, officier, maire de Mauriac, qui reconstruit la demeure. Joseph Grasset, officier de remonte pour l'armée napoléonienne, est médaillé de la Légion d'honneur, chevalier de l'Ordre de Saint-Vladimir. De son second mariage il a deux fils, dont Claude-Sosthène Grasset d'Orcet, qui évoque le Claux dans ses Écrits d'Auvergne. Ils vendent le château et le domaine le 16 janvier 1858 à Géraud Fabre, au décès duquel il est acheté par Pierre Lapeyre le 8 avril 1870.
À la succession de Pierre Lapeyre, le domaine du Claux est attribué le 22 décembre 1899 à sa fille Jeanne-Marie Lapeyre épouse Grognier. En décembre 1920, Madame Grognier cède une partie des terres agricoles à Baptiste Bouyssou, chevalier du Mérite agricole, maire de Naucelles, propriétaire agriculteur. Jeanne-Marie Grognier conserve le château, ses dépendances et les terres environnantes[source insuffisante].
La propriété est cédée vers 1969 à famille Cossoul qui le revend en 2016 aux propriétaires actuels.

## Description
Le château du Claux a connu de nombreuses évolutions au fil des siècles dont les dernières modifications architecturales remontent vers 1790-1810.
Le château se compose d'un bâtiment carré accompagné de deux tours. Sur la propriété, on trouve diverses dépendances témoignant de la prospérité du domaine aux XVIIIe et XIXe siècles :
- Granges, écuries, orangeries et chapelle
- Pigeonnier (en ruine aujourd'hui)

Au XIXe siècle, la propriété dépasse les 300 hectares. On y pratique un élevage de chevaux que justifiait parfaitement la proximité d'Aurillac dont l'hippodrome allait bénéficier avec Pau des deux seuls prix royaux décernés au sud de la Loire.

## Parc
Jardins arborés remarquables dus à Grasset au XIXe siècle.